# Ryan Suzuki
Ryan Suzuki, född 28 maj 2001 i London i Ontario, är en kanadensisk professionell ishockeyforward som är kontrakterad till Carolina Hurricanes i National Hockey League (NHL) och spelar för Chicago Wolves i American Hockey League (AHL).
Han har tidigare spelat för Springfield Thunderbirds i AHL och Owen Sound Attack och Guelph Storm i Ontario Hockey League (OHL).
Suzuki draftades av Carolina Hurricanes i första rundan i 2019 års draft som 28:e spelare totalt.
Han är bror till Nick Suzuki.

## Statistik
| 2016–2017  | London Jr. Knights       | AH         | 32  | 19 | 40  | 59  | 10 | 11 | 9 | 13 | 22 | 6 |
|            | London Nationals         | GOJHL      | 1   | 2  | 0   | 2   | 0  | 6  | 1 | 2  | 3  | 0 |
| 2017–2018  | Barrie Colts             | OHL        | 64  | 14 | 30  | 44  | 10 | 12 | 1 | 3  | 4  | 2 |
| 2018–2019  | Barrie Colts             | OHL        | 65  | 25 | 50  | 75  | 14 | —  | — | —  | —  | — |
| 2019–2020  | Barrie Colts             | OHL        | 21  | 5  | 18  | 23  | 16 | —  | — | —  | —  | — |
|            | Saginaw Spirit           | OHL        | 23  | 13 | 22  | 35  | 8  | —  | — | —  | —  | — |
| 2020–2021  | Chicago Wolves           | AHL        | 26  | 5  | 5   | 10  | 2  | —  | — | —  | —  | — |
| 2021–2022  | Chicago Wolves           | AHL        | 34  | 7  | 7   | 14  | 20 | —  | — | —  | —  | — |
| 2022–2023  | Chicago Wolves           | AHL        | 50  | 13 | 19  | 32  | 18 | —  | — | —  | —  | — |
| 2023–2024  | Springfield Thunderbirds | AHL        | 51  | 14 | 16  | 30  | 14 | —  | — | —  | —  | — |
| 2024–2025  | Carolina Hurricanes      | NHL        | 2   | 0  | 0   | 0   | 0  | —  | — | —  | —  | — |
|            | Chicago Wolves           | AHL        | 38  | 6  | 24  | 30  | 14 | —  | — | —  | —  | — |
| NHL totalt | NHL totalt               | NHL totalt | 2   | 0  | 0   | 0   | 0  | —  | — | —  | —  | — |
| AHL totalt | AHL totalt               | AHL totalt | 199 | 45 | 71  | 116 | 68 | —  | — | —  | —  | — |
| OHL totalt | OHL totalt               | OHL totalt | 173 | 57 | 120 | 177 | 48 | 12 | 1 | 3  | 4  | 2 |

### Internationellt
| Källa: Uppdaterad: 2025-02-05 | Källa: Uppdaterad: 2025-02-05 | Källa: Uppdaterad: 2025-02-05 |         | Utv = Utvisningsminuter | Utv = Utvisningsminuter | Utv = Utvisningsminuter | Utv = Utvisningsminuter | Utv = Utvisningsminuter |
| År                            | Lag                           | Mästerskap                    | Matcher | Mål                     | Assists                 | Poäng                   | Utv                     |                         |
| ----------------------------- | ----------------------------- | ----------------------------- | ------- | ----------------------- | ----------------------- | ----------------------- | ----------------------- | ----------------------- |
| 2018                          | Kanada                        | Hlinka Gretzky                | 5       | 1                       | 7                       | 8                       | 4                       |                         |
| 2019                          | Kanada                        | U18-VM                        | 5       | 0                       | 1                       | 1                       | 0                       |                         |
| 2019                          | Kanada                        | JVM                           | 5       | 0                       | 3                       | 3                       | 4                       |                         |
| Junior totalt                 | Junior totalt                 | Junior totalt                 | 17      | 3                       | 10                      | 13                      | 4                       |                         |